# Hongaarse Opera
De Hongaarse Opera (Hongaars: Magyar Állami Operaház) staat aan de Andrássy út (Andrássyboulevard), de voornaamste boulevard van de Hongaarse hoofdstad Boedapest.
Dit operagebouw werd ontworpen door Miklós Ybl in neorenaissancestijl met barokke elementen. De bouw duurde van 1875 tot 1884. De opening vond plaats op 27 september 1884. De kunstwerken in het gebouw zijn onder anderen van de hand van Bertalan Székely, Mór Than en Károly Lotz. De concertzaal biedt plaats aan 1000 zitplaatsen. Belangrijke artiesten waren onder anderen Gustav Mahler en Otto Klemperer.
De boulevard, inclusief het operagebouw, staat sinds 2002 op de Werelderfgoedlijst van UNESCO.